# Люй Чжэнцао
Люй Чжэнцао (кит. трад. 呂正操, упр. 吕正操, пиньинь Lǚ Zhèngcāo; 4 января 1904, Хайчэн, Империя Цин — 13 октября 2009, Пекин, КНР) — китайский военачальник и государственный деятель,  министр железных дорог КНР (1965—1970).

## Биография
Получил военное образование. 
В 1937 г. вступил в ряды Коммунистической партии Китая. Участник национально-освободительной войны против японских захватчиков (1937—1945), а также Гражданской войны (1945—1949).
- 1945 г. — первый заместитель командующего Северо-Восточной Народно-освободительной армией,
- 1946 г. — генеральный директор Северо-восточной дирекции железных дорог,
- 1949—1965 гг. — заместитель министра железных дорог КНР.

В 1955 г. после воссоздания генеральских должностей одним из первых получил это воинское звание.
В 1965—1970 гг. — министр железных дорог КНР.
На 12-м съезде КПК был избран в состав Всекитайского комитета Народного политического консультативного совета, являлся заместителем его председателя (1983—1988).
Также известен тем, что в 1985 г. для спасения исчезающего вида (оленя Давида) помог в основании специального фонда China Milu Foundation, который в последующем сыграл большую роль в борьбе за сохранение биоразнообразия.
На момент смерти в возрасте 104 лет, являлся последним из остававшихся в живых первых генералов Народно-освободительной армии.